# Liste der Monuments historiques in Andlau
Die Liste der Monuments historiques in Andlau führt die Monuments historiques in der französischen Gemeinde Andlau auf.

## Liste der Bauwerke
| Bezeichnung              | Beschreibung                                                                                    | Standort                      | Kennzeichnung | Schutzstatus | Datum | Bild           |
| ------------------------ | ----------------------------------------------------------------------------------------------- | ----------------------------- | ------------- | ------------ | ----- | -------------- |
| Puits Sainte-Richarde    | Ziehbrunnen, Anfang des 16. Jahrhunderts                                                        | Rue Deharbe (Lage)            | PA00084592    | Classé       | 1930  | weitere Bilder |
| Hôpital Stoltz-Grimm     | ehemalige Äbtissinenresidenz; Eingangsportal und Haupttreppe, erste Hälfte des 18. Jahrhunderts | 12, cour de l’Abbaye (Lage)   | PA00084588    | Inscrit      | 1935  | weitere Bilder |
| Spesburg                 | Burgruine, 13. und 14. Jahrhundert                                                              | nordwestlich der Stadt (Lage) | PA00084586    | Classé       | 1967  | weitere Bilder |
| Torbogen                 | Hoftor eines Fachwerkhauses, bezeichnet 1573                                                    | 17, rue Docteur-Stoltz (Lage) | PA00084590    | Inscrit      | 1934  | weitere Bilder |
| Arkaden des Kapitelsaals | Reste der romanischen Arkaden, 12. Jahrhundert                                                  | 13, cour de l’Abbaye (Lage)   | PA00084591    | Inscrit      | 1936  | weitere Bilder |
| Burg Hoh-Andlau          | Burgruine, 13. bis 16. Jahrhundert                                                              | nördlich der Stadt (Lage)     | PA00084585    | Classé       | 1926  | weitere Bilder |
| Bonneterie Allenbach     | Schornstein einer Fabrikanlage, Mitte des 18. Jahrhunderts                                      | 11, rue de la Marne (Lage)    | PA00084584    | Inscrit      | 1988  | weitere Bilder |
| Hôtel d’Andlau           | Stadtpalais der Familie Andlau, bezeichnet 1582                                                 | 8, rue Docteur-Stoltz (Lage)  | PA00084589    | Inscrit      | 1939  | weitere Bilder |
| Kirche St-Pierre-St-Paul | ehemals Abteikirche Ste-Richarde; ab dem 11. Jahrhundert                                        | 14, cour de l’Abbaye (Lage)   | PA00084587    | Classé       | 1846  | weitere Bilder |

## Liste der Objekte
| Bezeichnung                                                      | Beschreibung | Standort                                                          | Kennzeichnung | Schutzstatus | Datum | Bild           |
| ---------------------------------------------------------------- | --- | ----------------------------------------------------------------- | ------------- | ------------ | ----- | -------------- |
| Zwei Seitenaltäre                                                | jeweils Altartisch, Retabel und Gemälde; links Anbetung des Herz Jesu, rechts Unbefleckte Empfängnis; Holz, vergoldet, und Ölfarbe auf Leinwand, 1776, Gemälde von Joseph Melling | in der Kirche St-André (Lage)                                     | PM67000572    | Classé       | 1982  |                |
| Gemälde Leidender Christus                                       | Ölfarbe auf Leinwand, 17. oder 18. Jahrhundert, vermutlich aus der Genueser Schule                                                                                                | im katholischen Pfarrhaus (Lage)                                  | PM67000852    | Classé       | 1999  |                |
| Schrein der heiligen Richardis                                   | Sandstein, farbig gefasst und vergoldet, 14. Jahrhundert | in der Kirche St-Pierre-et-Paul (Lage)                            | PM67000872    | Classé       | 2000  | weitere Bilder |
| Drei Betstühle                                                   | Eichenholz, Anfang des 18. Jahrhunderts | in der Kirche St-Pierre-et-Paul (Lage)                            | PM67000884    | Classé       | 2000  |                |
| Kasel                                                            | verschiedene Textilien, Ende des 19. Jahrhunderts | in der Kirche St-Pierre-et-Paul, in der Sakristei (Lage)          | PM67000888    | Classé       | 2000  |                |
| Gemälde [Blumenstrauß in einer Zinnkanne]                        | Gemälde mit Rahmen; Ölfarbe auf Leinwand und Holz, vergoldet, zweite Hälfte des 19. Jahrhunderts, von Alexis Kreyder                                                              | im Hôtel de Ville (Lage)                                          | PM67001198    | Inscrit      | 2002  |                |
| Gemälde [Sonnenblumen]                                           | Gemälde mit Rahmen; Ölfarbe auf Leinwand und Holz, vergoldet, 1889, von Alexis Kreyder                                                                                            | im Hôtel de Ville (Lage)                                          | PM67001195    | Inscrit      | 2002  |                |
| Gemälde [Blumenstrauß in einer chinesischen Vase]                | Gemälde mit Rahmen; Ölfarbe auf Leinwand und Holz, vergoldet, 1875, von Alexis Kreyder                                                                                            | im Hôtel de Ville (Lage)                                          | PM67001196    | Inscrit      | 2002  |                |
| Reliquiar des heiligen Lazarus                                   | Holz, vermutlich aus dem 17. Jahrhundert | in der Kirche St-Pierre-et-Paul (Lage)                            | PM67001528    | Inscrit      | 1998  |                |
| Skulptur Gekreuzigter Christus                                   | ohne Kreuz; Holz, 17. Jahrhundert | in der Kirche St-Pierre-et-Paul (Lage)                            | PM67001531    | Inscrit      | 1998  |                |
| Skulptur Heiliger Sebastian                                      | Holz, farbig gefasst und vergoldet, 18. Jahrhundert | in der Kirche St-Pierre-et-Paul, in der Krypta (Lage)             | PM67001534    | Inscrit      | 1998  |                |
| Gemälde Die Madonna mit Kind erscheint einem Deutschordensritter | Ölfarbe auf Leinwand, 1742, von Gottfried Bernhard Göz | in der Kirche St-Pierre-et-Paul (Lage)                            | PM67000849    | Classé       | 1999  |                |
| Marienaltar                                                      | Altar und Retabel, Skulptur Unbefleckte Empfängnis, Gemälde Herz Jesu und Herz Mariens; Holz, farbig gefasst und vergoldet, und Ölfarbe auf Leinwand, 18. Jahrhundert             | in der Kirche St-Pierre-et-Paul, im nördlichen Querhaus (Lage)    | PM67000877    | Classé       | 2000  | weitere Bilder |
| Kanzel                                                           | Nuss- und Obstbaumholz, um 1700 | in der Kirche St-Pierre-et-Paul (Lage)                            | PM67000881    | Classé       | 2000  | weitere Bilder |
| Hochaltar                                                        | Altartisch und Tabernakel; Marmor, Kupfer und Bronze, vergoldet, zwischen 1782 und 1784, nach einem Entwurf von Jean-Baptiste Pertois                                             | in der Kirche St-Pierre-et-Paul (Lage)                            | PM67000875    | Classé       | 2000  | weitere Bilder |
| Antoniusaltar                                                    | Altartisch, Retabel und Gemälde; Holz, farbig gefasst und vergoldet, und Ölfarbe auf Leinwand, um 1760                                                                            | in der Kirche St-Pierre-et-Paul, im südlichen Querhaus (Lage)     | PM67000879    | Classé       | 2000  | weitere Bilder |
| Nepomuksaltar                                                    | Holz, farbig gefasst und vergoldet, um 1760 | in der Kirche St-Pierre-et-Paul, im nördlichen Querhaus (Lage)    | PM67000880    | Classé       | 2000  | weitere Bilder |
| Zwei Kanonikerinnenbänke                                         | Holz, 1703 | in der Kirche St-Pierre-et-Paul (Lage)                            | PM67001192    | Inscrit      | 1999  |                |
| Turmuhr                                                          | mit Uhrwerk; Messing, Gusseisen, Stahl, 1859, von Jean-Baptiste Schwilgué | in der Kirche St-Pierre-et-Paul, im Kirchturm (Lage)              | PM67001525    | Inscrit      | 1998  |                |
| Skulpturengruppe Pietà                                           | Holz, farbig gefasst, 17. oder 18. Jahrhundert | in der Kirche St-Pierre-et-Paul, in der Krypta (Lage)             | PM67001527    | Inscrit      | 1998  | weitere Bilder |
| Reliquienmonstranz Heiliges Kreuz                                | Silber, vergoldet, um 1700 | in der Kirche St-Pierre-et-Paul (Lage)                            | PM67001530    | Inscrit      | 1998  |                |
| Skulptur Heiliger Fabian                                         | Holz, farbig gefasst und vergoldet, 18. Jahrhundert | in der Kirche St-Pierre-et-Paul, in der Krypta (Lage)             | PM67001533    | Inscrit      | 1998  |                |
| Skulpturengruppe Pietà                                           | Holz, farbig gefasst, um 1500 | in der Kirche St-Pierre-et-Paul, in der Krypta (Lage)             | PM67000850    | Classé       | 1999  | weitere Bilder |
| Reliquienschrein für das Haupt der heiligen Richardis            | Holz, farbig gefasst und vergoldet, 1841 | in der Kirche St-Pierre-et-Paul (Lage)                            | PM67000874    | Classé       | 2000  | weitere Bilder |
| Sebastiansaltar                                                  | Altartisch, Retabel, Statue und Gemälde; Holz, farbig gefasst und vergoldet, und Ölfarbe auf Leinwand, 18. Jahrhundert                                                            | in der Kirche St-Pierre-et-Paul, im nördlichen Querhaus (Lage)    | PM67000878    | Classé       | 2000  | weitere Bilder |
| Chorgestühl                                                      | Eichenholz, zwischen 1420 und 1430 | in der Kirche St-Pierre-et-Paul (Lage)                            | PM67000883    | Classé       | 2000  | weitere Bilder |
| Betstuhl                                                         | Holz, roter Stoff, 18. Jahrhundert | in der Kirche St-Pierre-et-Paul (Lage)                            | PM67000885    | Classé       | 2000  |                |
| Hauptaltar                                                       | Marmor, um 1700 | in der Kirche St-André (Lage)                                     | PM67001194    | Inscrit      | 1998  |                |
| Gemälde [Rosen in einem blau-weißen Krug]                        | Gemälde mit Rahmen; Ölfarbe auf Leinwand und Holz, vergoldet, zweite Hälfte des 19. Jahrhunderts, von Alexis Kreyder                                                              | im Hôtel de Ville (Lage)                                          | PM67001197    | Inscrit      | 2002  |                |
| Gemälde Gründung der Abtei Andlau durch die heilige Richardis    | Gemälde mit Rahmen; Ölfarbe auf Leinwand, und Holz, 1840, von Étienne Dubois | in der Kirche St-Pierre-et-Paul, im südlichen Seitenschiff (Lage) | PM67001526    | Inscrit      | 1998  |                |
| Armreliquiar des heiligen Franz Xaver                            | Holz, farbig gefasst und vergoldet, 17. oder 18. Jahrhundert | in der Kirche St-Pierre-et-Paul (Lage)                            | PM67001529    | Inscrit      | 1998  |                |
| Skulptur Christus als Weltenherrscher                            | Holz, farbig gefasst und vergoldet, Ende des 18. Jahrhunderts | in der Kirche St-Pierre-et-Paul (Lage)                            | PM67001532    | Inscrit      | 1998  |                |
| Vier Ziervasen                                                   | Holz, farbig gefasst, 1860 bis 1872 | in der Kirche St-Pierre-et-Paul (Lage)                            | PM67001536    | Inscrit      | 1998  |                |
| Gewänder der Madonnenstatue                                      | für die Madonna in der Krypta; Wolle und Metallfaden, 1874 | in der Kirche St-Pierre-et-Paul, in der Sakristei (Lage)          | PM67001482    | Inscrit      | 1998  |                |
| Osterleuchter                                                    | Kupfer, vergoldet, Mitte des 18. Jahrhunderts | in der Kirche St-Pierre-et-Paul (Lage)                            | PM67001193    | Inscrit      | 1999  |                |
| Waschbecken                                                      | Zinn und Eichenholz, um 1700 | in der Kirche St-Pierre-et-Paul, in der Sakristei (Lage)          | PM67001535    | Inscrit      | 1998  |                |
| Marienkrone                                                      | für die Madonna in der Krypta; Metall, vergoldet und versilbert, 1857, von François-Désiré Froment-Meurice                                                                        | in der Kirche St-Pierre-et-Paul, in der Sakristei (Lage)          | PM67001481    | Inscrit      | 1998  |                |
| Glocke                                                           | Bronze, 1446 | in der Kirche St-Pierre-et-Paul (Lage)                            | PM67000571    | Classé       | 1982  |                |
| Skulptur Notre-Dame de la Crypte                                 | Madonna mit Kind; Holz, farbig gefasst, zweite Hälfte des 15. Jahrhunderts | in der Kirche St-Pierre-et-Paul, in der Krypta (Lage)             | PM67000851    | Classé       | 1999  |                |
| Stoffreliquie der heiligen Richardis                             | Seide, 9. Jahrhundert, aus dem Schrein der heiligen Richardis | im katholischen Pfarrhaus (Lage)                                  | PM67000871    | Classé       | 2000  |                |
| Richardisaltar                                                   | Altartisch, Retabel und Skulptur; Stein, Holz, und Stuck, farbig gefasst und vergoldet, 1707 und 1841                                                                             | in der Kirche St-Pierre-et-Paul, in der Richardiskapelle (Lage)   | PM67000873    | Classé       | 2000  | weitere Bilder |
| Zwei Skulpturen Betende Engel                                    | Holz, farbig gefasst, 1784, nach einem Entwurf von Jean-Baptiste Pertois | in der Kirche St-Pierre-et-Paul (Lage)                            | PM67000876    | Classé       | 2000  |                |
| Zwei Beichtstühle                                                | Eichenholz, 18. Jahrhundert | in der Kirche St-Pierre-et-Paul (Lage)                            | PM67000882    | Classé       | 2000  | weitere Bilder |
| Betstuhl                                                         | Eichenholz, 18. Jahrhundert | in der Kirche St-Pierre-et-Paul, in der Krypta (Lage)             | PM67000886    | Classé       | 2000  |                |
| Kasel                                                            | gestiftet von Napoleon III. und Eugénie de Montijo; Seide und Goldfaden, 1864 | in der Kirche St-Pierre-et-Paul, in der Sakristei (Lage)          | PM67000887    | Classé       | 2000  |                |
| Skulptur Bär                                                     | Sandstein, zwischen dem 14. und 16. Jahrhundert | in der Kirche St-Pierre-et-Paul, in der Krypta (Lage)             | PM67001524    | Inscrit      | 1998  |                |